# József Kossak
József Kossak-Bohr (n. 8 august 1855, Bocșa Montană, Imperiul Austriac - d. 2 ianuarie 1922, Timișoara, Regatul României) a fost un fotograf austro-ungar.

## Biografie
În 1866 intră în atelierul de fotografie al unchiului său, Fridolin Hess din Lugoj. În 1868, unchiul său deschide un atelier și în Timișoara, în piața din fața Cazărmii de Artilerie (actualul Castel Huniade). O vreme, pe partea din spate a fotografiilor (atât în maghiară, cât și în germană), este citită inscripția „Hess és Társa fényképészek, a Hunyadi téren, a Színházzal átellenben" (în română: Fotografi Hess și partenerii, în Piața Huniade, vis-a-vis de Teatru", iar sub cuvântul "társ" (partener) se găsește menționat Kossak. Acest atelier era situat lângă poarta Petrovaradinului, într-o clădire mică situată în apropierea palatului Löffler de astăzi. În 1872, pleacă la Viena, la firma Angerer și Löwy, apoi la München, la casa de fotografie Albert, și apoi la Szeged pentru a învăța meseria. La vârsta de 19 ani, devine șeful atelierului fotografic al lui Lázár Letzter din Szeged (care a lucrat și în Timișoara). După inundațiile din Szeged, din 1879, se întoarce în Timișoara, unde a inchiriat atelierul unchiului său, Fridolin Hess.
În 3 noiembrie 1885 își înregistrează propria companie sub numele său, Josef Kossak. În acel an, închiriază atelierul fotografic Letzter-Danilovits din Piața Sfântul Gheorghe, achiziționând curând clădirea pe care o extinde cu încăperi luminate natural și reglabil, săli de așteptare, ateliere de colorare, depozite și vitrine mari pentru reclamă, atelierul fiind unul dintre cele mai mari și mai moderne din Imperiul Austro-Ungar, în acea vreme. Un timp, își amenajează chiar și locuința aici; Experiența sa în străinătate, precizia și lucrările de calitate atrag tot mai mulți clienți în atelierul său, îndeplinind frecvent comenzi oficiale și din provincie. 

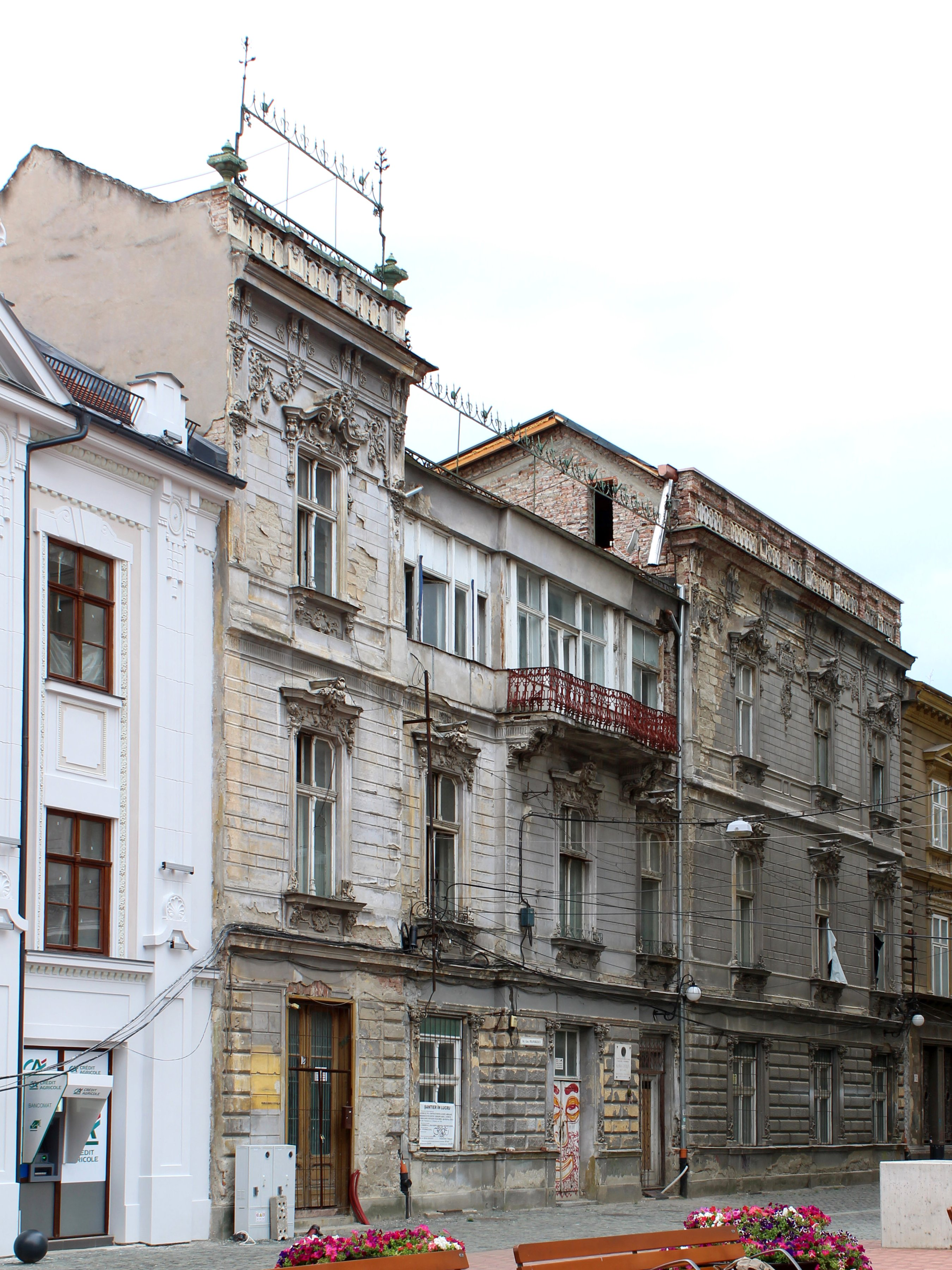
Clădirea în care Kossak a avut atelierul

Ulterior, Kossak și-a extins rețeaua de studiouri fotografice la Becicherecul Mare, în anul 1887. Doi ani mai tarziu a deschis încă patru ateliere, la Băile Herculane, Buziaș, Arad și în capitala Ungariei, la Budapesta, chiar peste drum de Cazinoul Magnaților (Kossuth Lajos utca 12, Belváros-Lipótváros).

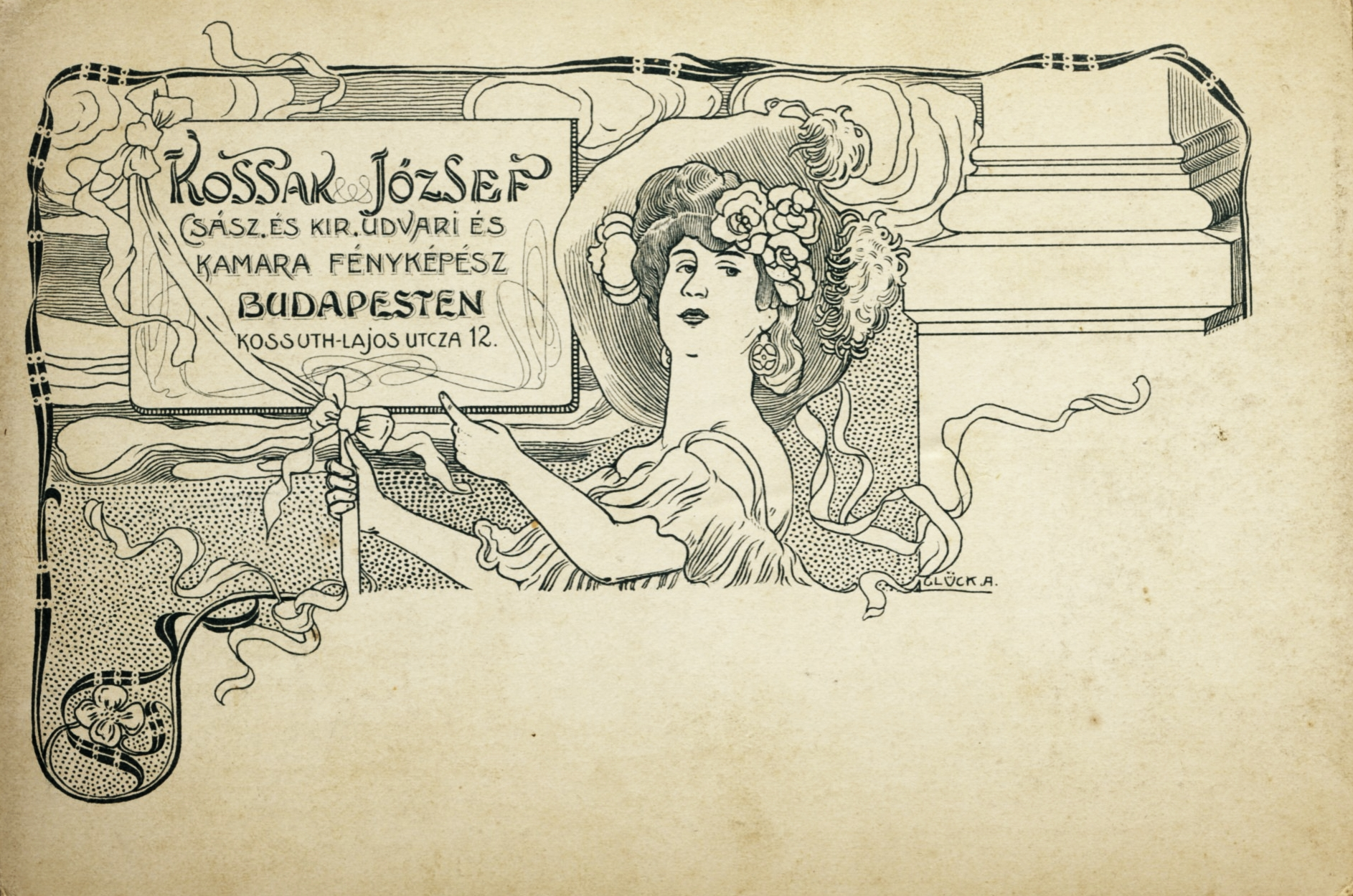
Reclama din 1914 a studioului din Budapesta

În timpul unei călătorii la Reșița, suferă un accident și își pierde un picior. 
În atelierele sale se realizau fotografii alb-negru și sepia în toate dimensiunile, dar adesea se pictau și tablouri în ulei bazate pe fotografii, de mari dimensiuni. Accepta comenzi pentru miniaturi care puteau fi fixate pe rever sau încadrate în medalioane, cărți de vizită, fotografii de grup, portrete de familie, precum și portrete de un metru și jumătate (ultimele fiind comandate din Rusia și Egipt). Lucra atât în lumina naturală, cât și electrică. În atelierele sale lucrau fotografi, ucenici, retușatori, desenatori, legători de cărți, și producători de rame. În arhiva sa, păstra negative de sticlă la cerere. Avea personal pentru menținerea ordinii în sălile de recepție moderne și pentru lucrările finale.
Ziarele vremii anunțau cu entuziasm expozițiile sale de portrete de Paște și Crăciun, care puteau fi văzute în vitrinele din Prima Casă de Economii din Timișoara (în maghiară: Első Temesvári Takarékpénztár, în germană: Erste Temesvárer Sparcasse), situată lângă atelierul său, sau în vitrinele florăriei Mühle de pe strada Rezső (azi strada Alba Iulia).
Primea comenzi individuale și oficiale: în 1891, pe baza fotografiilor sale, a compilat fotografiile pavilioanelor Expoziției Industriale și Economice de la Timișoara într-un album artistic, și a realizat vederi ale celor mai frumoase clădiri din oraș. A colaborat cu ziarul Vasárnapi Újságnak și a făcut fotografii de teatru.
În 1896, Kossak a fost numit în funcția de fotograf al Curții Imperiale, fiindu-i comandat Albumul memorial al Mileniumului din Timișoara (în maghiară: Temesvár Millenniumi Emlékkönyv) și albumul cu fotografii de mari dimensiuni care prezintă Timișoara și Baile Herculane, pe care imparatul Franz Joseph l-a oferit regelui Carol I al României. În 1898, este invitat să fotografieze defilarea împăratului la Buziaș, cu ocazia exercițiilor militare; Arhiducesa Isabella Hedwig Franziska Natalia, soția arhiducelui Frigyes, care l-a însoțit aici pe Franz Joseph, a fotografiat mirese românce și bulgăroaice în curtea Primăriei, invitându-l pe Kossak ca să îi prezinte fotografiile sale, realizând și o fotografie împreună.
A realizat fotografii pentru monografia lui Armin Freund, intitulată Die königliche Freistadt Temesvár (în română: Orașul liber regal Timișoara), publicată în 1902; contribuind și cu fotografiile pentru albumul de amintiri dedicat lui Carol Telbisz, primarul orașului. În același an, pictează în ulei un portret mare în picioare al împaratului, acesta fiind expus la primărie.
În 1903 a fost numit fotograf oficial al Camerei Cezaro-Craiesti
A decedat neașteptat pe 2 ianuarie 1922. Soția sa, Natalie, născută Angerbauer, l-a înmormântat în cripta familiei din cimitirul din Calea Șagului. Fiica sa, Aranka, s-a căsătorit cu un avocat din Szeged, iar fiul său, Sándor, s-a stabilit în Cleveland.
Văduva sa a încercat să revitalizeze firma de renume, dar cu puțin succes. Afacerea și sigla Kossak mai au fost folosite câțiva ani de câțiva foști ucenici de ai săi, fără a excela.

## Galerie

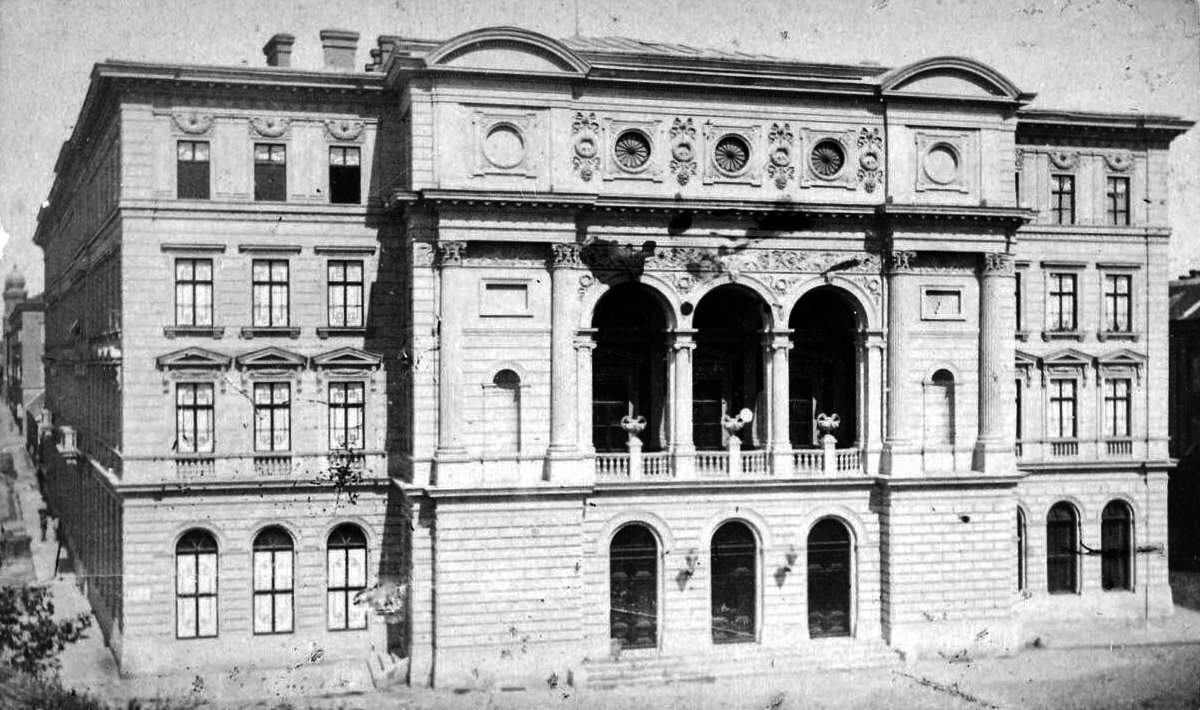
Teatrul Franz Joseph, 1880
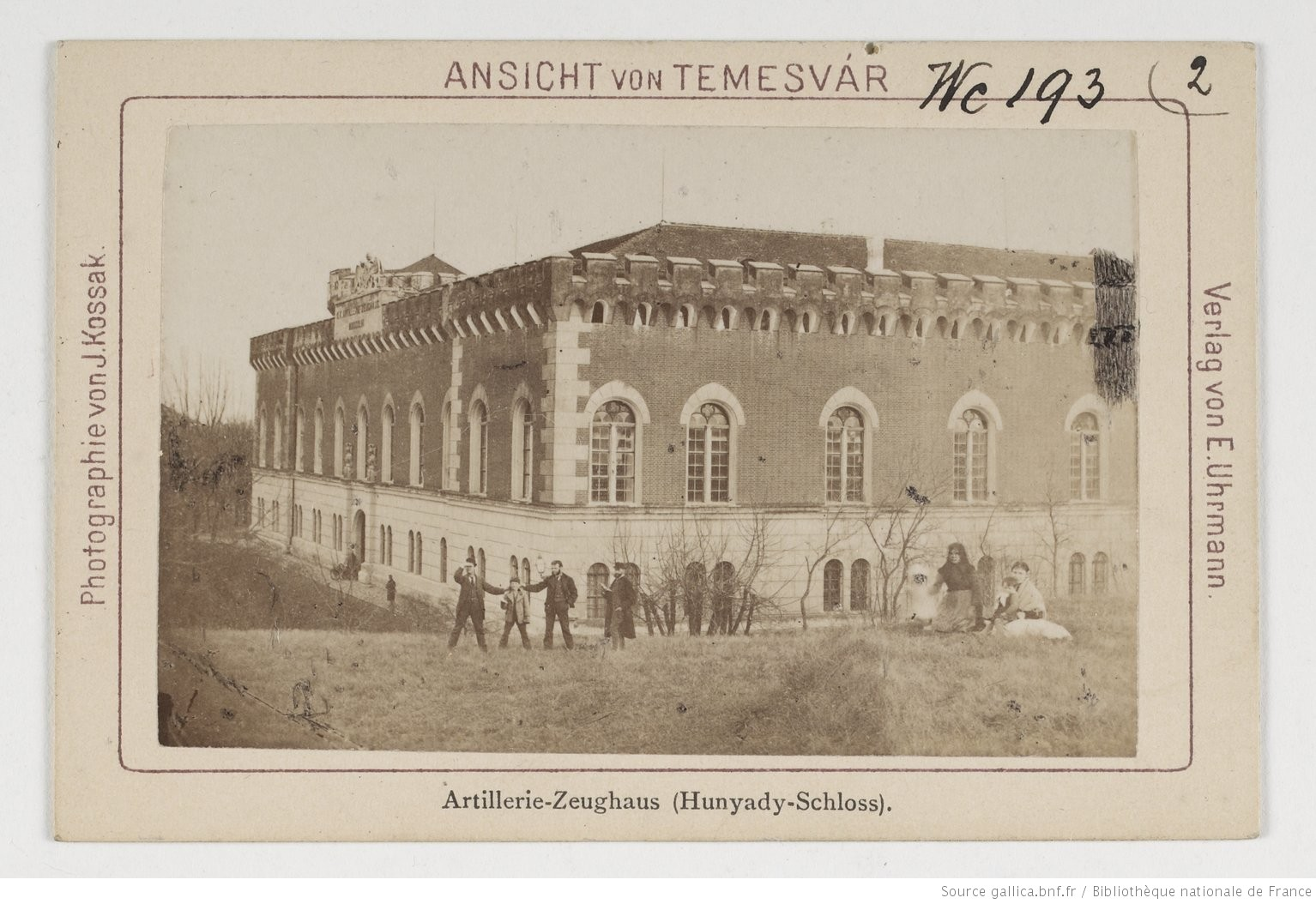
Cazarma artileriei, 1880
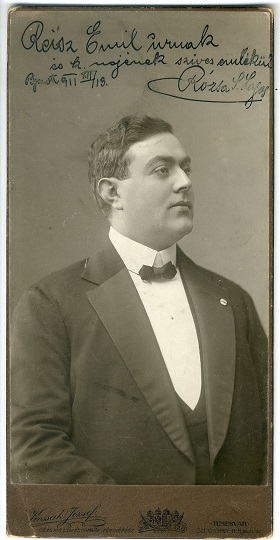
Cântărețul de operă Louis Rozsa
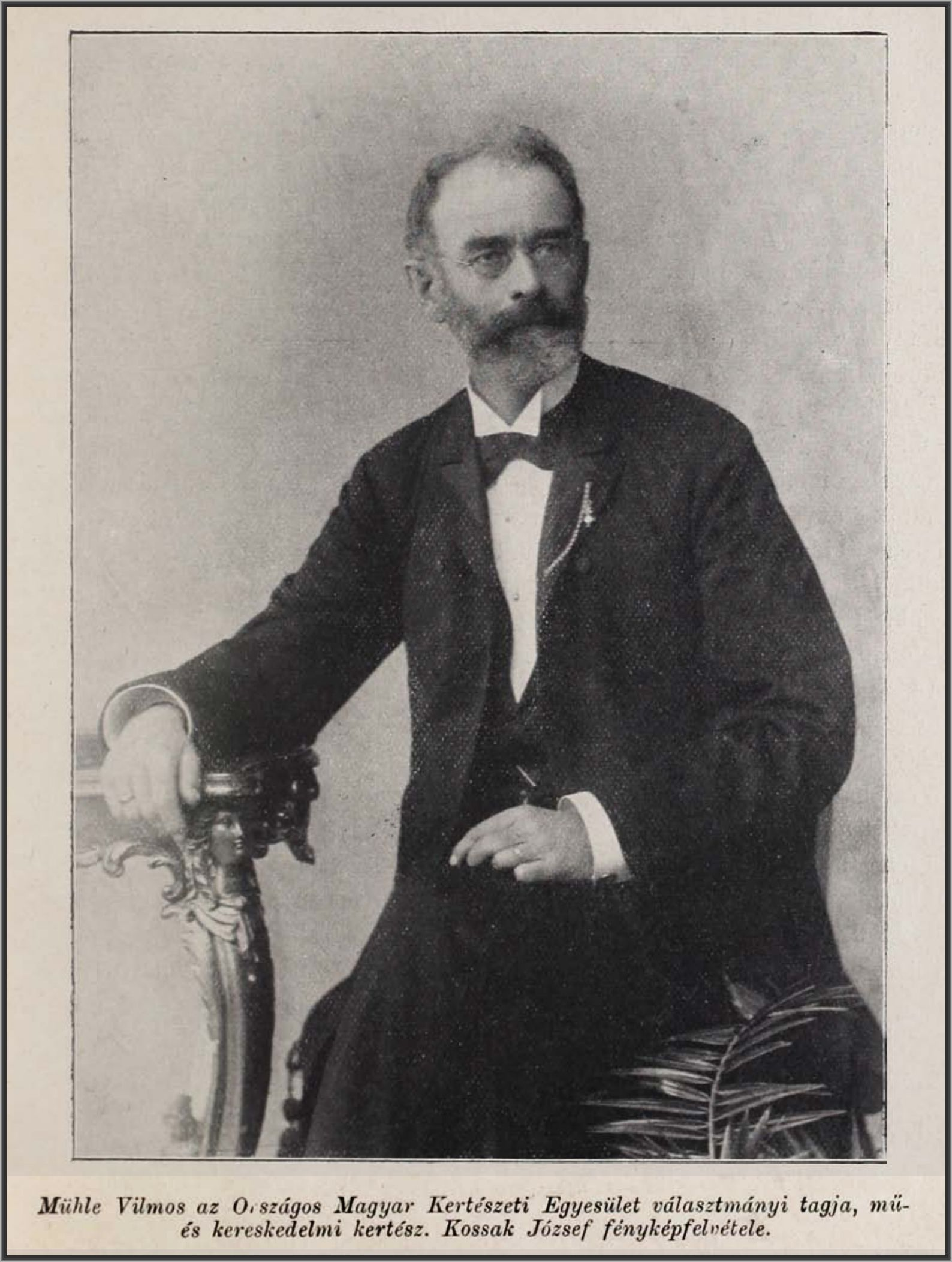
Florarul Wilhelm Mühle
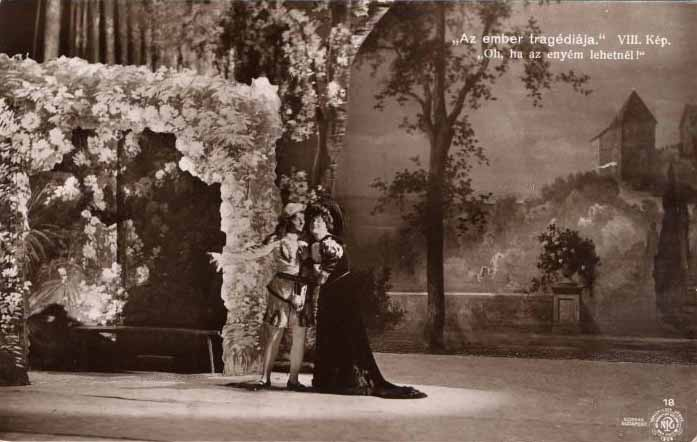
Tragedia omului, Teatrul Popular, Budapesta, 01.06.1908